# Cellule autonomiste et totalitaire Tiwaz 2882
La Cellule autonomiste et totalitaire Tiwaz 2882, « branche armée de l'Ordensstadt militant pour une Alsace nordico-aryenne », est un groupe néonazi français qui commit un attentat à la bombe le 8 septembre 2005 à Rouffach contre Lhabib Benamar, un retraité de 65 ans d'origine marocaine. 
Ayant reconnu les faits, Emmanuel Rist, Laurent Peterschmitt et Laurent Boulanger furent jugés pour leur participation à ces deux attentats,,. Emmanuel Rist et Laurent Boulanger furent condamnés à 10 ans de réclusion criminelle[réf. nécessaire].
Emmanuel Rist a également été condamné à 20 ans de réclusion criminelle, assortis d'une peine de sûreté de 13 ans, pour avoir tué Mohammed Madsini, un marchand de tapis marocain de 46 ans, dans une rue de Gundolsheim (Haut-Rhin) en 2001. La semaine précédant son meurtre, il avait diffusé un tract signé « Tiwaz 2882 » où il promettait de mener des « raids punitifs » contre « la race inférieure ».

## Documentaire télévisé
- « Emmanuel Rist, la haine au cœur » le 26 mai 2013 dans Faites entrer l'accusé présenté par Frédérique Lantieri sur France 2.
- « Emmanuel Rist, le profanateur meurtrier » dans Crimes à l'Est sur France 3.